# アルシオン
アルシオンは、かつて存在した日本の女子プロレス団体。

## 概要
「ハイパー・ビジュアル・ファイティング」を標榜してビジュアルを前面に打ち出しており、所属選手のグラビア活動も積極的に行った。この他に外国人選手の多数起用、ルチャリブレと格闘技のエッセンスを導入するなど新しい試みが多かった。

## 歴史
1997年、元全日本女子プロレスの企画広報部長である小川宏が全日本女子の経営難による方針の不満から退社して設立。所属選手として小川と同じ理由で全日本女子を退団したアジャコング、吉田万里子、玉田りえ、府川由美が入団。さらにLLPWから二上美紀子、大向美智子を引き抜いて引退していた元JWP女子プロレスのキャンディー奥津をスカウト。アジャに関しては取締役兼ファイティングプロデューサーとして専属フリー契約を結んで元全日本女子の長谷川咲恵が広報として参加。なお、当時の女子プロレスは団体同士で選手の引き抜きを行うことは無かったため、二上と大向をLLPWから引き抜いたことでLLPWとの間に大きな遺恨を残すことになる。
1998年2月18日、後楽園ホールで旗揚げ戦を開催。同興行はファッションブランド「バッド・ボーイ」とのタイアップで華々しく開催して札止めの観衆で溢れかえった。所属選手には野球の背番号ばりにライセンスナンバーが用いられていて所属選手は自身の番号をイメージナンバーとしていた。外国人選手が所属しているのがアルシオンの海外戦略の1つでアメリカからレジー・ベネット、ジェシー・ベネット、デビー・マレンコ、テイラー・マティーニ、メリッサ、メキシコからマリー・アパッチェ、ファビー・アパッチェ、エステル・モレノ、アルダ・モレノ、プリンセサ・スヘイ、グラン・アパッチェ、レディ・アパッチェ、レディ・ペンタゴン、レディ・メタル、リンダ・スターらが次々に来日。また、ディレクTVと独占放映契約を結んだ。
総合格闘技を意識したサブミッションの習得でパンクラスと格闘探偵団バトラーツの出稽古でスキルアップする一方、その反面に早くから闘龍門MEXICOと業務提携を結んでルチャリブレを取り入れるなど女子プロレスにおける技術革命を掲げていた。この姿勢は「ハイパー・ビジュアル・ファイティング」と称されてアルシオンの売り物となった。新人選手としてAKINO、藤田愛、グラン浜田の娘である浜田文子が入団するなど注目される。特に文子はデビュー前から専門誌「Lady'sゴング」の表紙に起用されて週刊プロレスはビデオ撮影だけのためにメキシコとハワイに連れて行ったほどで、その逸材の売り出しに一役買っていた。また、旗揚げした年に2大トーナメントを実施して「トーナメントARS」に優勝した奥津、「トーナメントZION」に優勝した吉田でクイーン・オブ・アルシオン王座を争って吉田が初代王者に輝いた。翌年には大向が2大トーナメントを制覇して「トーナメント女」の称号をものにした。空中殺法の王座をスカイハイ・オブ・アルシオン王座、タッグ王座をツインスター・オブ・アルシオン王座と命名。他団体との差別化を図ってグラウンドポジションを中心とした試合を展開していたが観客が伸び悩み、コンセプトとは正反対のヒールユニット「ラス・カチョーラス・オリエンタレス」が参戦してAKINOと文子が初の流血戦を行った。旗揚げ以来約1年10か月間は流血戦がなかったため、所属選手の流血戦は話題になった。
1999年3月31日、門恵美子が試合中、吉田に後頭部から落とされて昏睡状態に陥り、4月9日に23歳で死去。同年、ディレクTVの試合中継が打ち切られた。
2001年2月、アジャが個人的な問題で専属フリー契約を解消。
2002年、フリーのライオネス飛鳥が参戦したり、東京ベイNKホールと有明コロシアムでビッグマッチを開催して難関を逃れてきたが、5月11日の有明コロシアム大会でスポンサーが数百万の未払いをしてから経営的に資金繰りが悪化。同じ頃から観客も伸び悩み、下降の一途を辿ることになった。
2003年6月22日、後楽園ホール大会を最後に活動停止。6月24日、全日本女子を退団してフリーになったばかりの堀田祐美子が率いるユニット「Z-SPIRITS」がアルシオンを吸収合併してメジャー女子プロレスAtoZを設立。アルシオンとしての歴史に幕を閉じた。
2023年10月10日、府川唯未とオッキー沖田が記者会見を行って来年に一夜限りの復活興行を開催することを発表。
2024年1月12日、新宿FACEで復活興行「ARSION THE FINAL〜卒業〜」を開催。トークショーと試合の終了後、卒業式が行われてロッシーから参加選手に卒業証書が渡された。

## タイトル
- クイーン・オブ・アルシオン王座
- スカイハイ・オブ・アルシオン王座
- ツインスター・オブ・アルシオン王座
- WWWA世界スーパーライト級王座
- P☆MIXタッグ王座

## 所属選手 / フリー、他団体参戦選手 / 来日外国人選手
アルシオンのリングに上がるにはライセンスナンバーが必要となる。なお、2001年にOG会「アルシオンライセンスナンバークラブ」を発足したがアルシオンの活動停止により消滅。
- 0 : アジャコング（専属フリー契約）（旧ライセンスナンバー1）
- 1 : 浜田文子（旧ライセンスナンバー14）
- 2 : 吉田万里子
- 3 : GAMI
- 4 : 玉田凛映
- 5 : 大向美智子
- 6 : 府川唯未
- 7 : キャンディー奥津
- 8 : レジー・ベネット（フリー）
- 9 : ジェシー・ベネット（フリー）
- 10 : マリー・アパッチェ（AAA）
- 11 : ファビー・アパッチェ（AAA）
- 12 : レディ・メタル（AAA）
- 13 : 秋野美佳（現：AKINO）
- 15 : タイガードリーム（現：キャンディー奥津）
- 16 : 矢樹広弓（フリー）
- 17 : エステル・モレノ（CMLL）
- 18 : 門恵美子
- 19 : ラ・ギャラクティカ2000（AAA）
- 20 : 福岡晶（JWP女子プロレス）
- 21 : 藤田愛
- 22 : チャパリータASARI（フリー）
- 23 : リンダ・スター（フリー）
- 24 : プリンセサ・スヘイ（AAA）
- 25 : 下田美馬（フリー）
- 26 : 三田英津子（フリー）
- 27 : 仮面天使ロゼッタ（フリー）
- 28 : 高瀬玲奈（現：Leon）
- 29 : バイオニックJ（フリー）
- 30 : グラン浜田（みちのくプロレス）
- 31 : グラン・アパッチェ（AAA）
- 32 : ソチ浜田（フリー）
- 33 : 田中稔（格闘探偵団バトラーツ）
- 34 : 小野武志（格闘探偵団バトラーツ）
- 35 : 石川雄規（格闘探偵団バトラーツ）
- 36 : 坂井澄江（吉本女子プロレスJd’）
- 37 : レッド・リンクス（現：キャンディー奥津）
- 38 : リッキー・マルビン（CMLL）
- 39 : PIKO
- 40 : 日向あずみ（JWP女子プロレス）
- 41 : ミステル・カカオ（フリー）
- 42 : 山縣優
- 43 : 美幸涼（現：前田美幸）
- 44 : PIKA
- 45 : レディ・アパッチェ（AAA）
- 46 : 白鳥智香子（フリー）
- 47 : POKO
- 48 : 元川恵美（FMW）
- 49 : タイガーマスク（4代目）（みちのくプロレス）
- 50 : ザ・グレート・サスケ（みちのくプロレス）
- 51 : 元気美佐恵（NEO女子プロレス）
- 52 : 椎名由香（NEO女子プロレス）
- 53 : 中山香里（FMW）
- 54 : 倉垣翼（JWP女子プロレス）
- 55 : noki-A（現：AKINO）
- 56 : 和田部美穂（現：Baby-M）
- 57 : アルダ・モレノ（CMLL）
- 58 : 米山香織（JWP女子プロレス）
- 59 : Baby-A（現：Baby-M）
- 60 : デビー・マレンコ（フリー）
- 61 : MEN'S noki-A（大日本プロレス）
- 62 : レディ・ペンタゴン（フリー）
- 63 : マッチョ・パンプ（フリー）
- 65 : 輝優優（JWP女子プロレス）
- 66：山本千歳（吉本女子プロレスJd’）
- 67：MARU（吉本女子プロレスJd’）
- 68：前村早紀（全日本女子プロレス）
- 69 : つぼ原人（フリー）
- 70：納見佳容（全日本女子プロレス）
- 71：小河真子（LLPW）
- 072 : ビッグ・フジ（闘龍門JAPAN）
- 72：桑田真理（LLPW）
- 73：アマポーラ
- 74：テイラーマティーニ
- 75：メリッサ
- 76：米山蛇織（米山香織）
- 77 : 中西百重（全日本女子プロレス）
- 78：富松恵美（吉本女子プロレスJd’）
- 79：東城えみ（吉本女子プロレスJd’）
- 80：コマンド・ボリショイ（JWP女子プロレス）
- 94 : 江本敦子
- 95 : 北尾ゆかり
- 96 : 遠田由佳（現：MICKEY☆ゆか）（練習生）[8]
- 99 : 長谷川咲恵
- 100 : ライオネス飛鳥（フリー）
- 110 : ペンタゴン（3代目）（AAA）
- 111：高橋奈苗（全日本女子プロレス）
- 118：渡辺智子（全日本女子プロレス）
- 119 : 外道（冬木軍プロモーション）
- 200 : ガミ・メタル（現：GAMI）
- 240 : 西尾美香（全日本女子プロレス）
- 241 : 藤井巳幸（全日本女子プロレス）
- 296 : 『神風』（大日本プロレス）
- 644：堀田祐美子（全日本女子プロレス）
- 777 : 豊田真奈美（全日本女子プロレス）
- 935：前川久美子（全日本女子プロレス）
- 1000：ロッシー小川
- 1107：井上貴子（フリー）
- 1910 : 日高郁人（フリー）
- 2500 : タイガーハニー（JWP女子プロレス）
- A09 : アレクサンダー大塚（AO/DC）
- GO : マグナムTOKYO（闘龍門JAPAN）

## スタッフ

### レフェリー
- 村山大値
- 阿部信輔

### リングアナウンサー
- オッキー沖田

### チャンピオンシップ実行委員長
- 二上美紀子

### 広報
- 長谷川咲恵

## 裁判
2001年2月、取締役兼ファイティングプロデューサーのアジャコングが後楽園ホール大会の試合を放棄して専属フリー契約を解消したため、興行のキャンセルが相次いでアルシオンはアジャを債務不履行を理由に損害賠償を求めて提訴。
2003年8月25日、アジャは反訴して東京地裁で「試合放棄は興行会社の社長が演出して指示した」と認定。 アルシオンの代表がアジャを侮辱したことなどへの慰謝料50万円と未払い報酬約670万円の支払いをアルシオンに命じた。